# Bareko
Bareko est un village du Cameroun situé dans la région de l'Est et dans le département du Haut Nyong. Bareko fait partie de la commune de Messok et du canton de Dzimou du Sud.

## Population
Lors du recensement de 2005, Bareko comptait 1 037 habitants, dont 588 hommes et 449 femmes.
En 1964/65, on dénombrait 142 habitants à Bareko.